# Final da Copa Libertadores da América de 2007
A Final da Copa Libertadores da América de 2007 foi a decisão da 48ª edição da Copa Libertadores da América. Foi disputada entre o Grêmio, do Brasil, e o Boca Juniors, da Argentina. Foram dois jogos, o primeiro se realizou no Estádio La Bombonera, em Buenos Aires, na Argentina, e o segundo no Estádio Olímpico, em Porto Alegre, no Brasil.

## Transmissão

### No Brasil
No Brasil, os jogos foram transmitidos pelo canal de televisão aberta Rede Globo e pelos canais de televisão à cabo SporTV e BandSports.

### Outros países
As partidas foram transmitidas pela Fox Sports para toda a América Latina e para os Estados Unidos. E, além disso, mais de cem países em todo o planeta assistiram as partidas da grande final da Copa Libertadores 2007.

## Caminho até a final
Os finalistas classificaram-se diretamente para a segunda fase do torneio, a fase de grupos, sem necessidade de passar pela primeira, também conhecida como "pré-Libertadores", no Brasil ou "play - offs de la Copa", como é mais conhecida na América Latina.

### Segunda fase
| Equipe           | Pts | J | V | E | D | GP | GC | SG |
| ---------------- | --- | - | - | - | - | -- | -- | -- |
| Grêmio           | 10  | 6 | 3 | 1 | 2 | 4  | 4  | 0  |
| Cúcuta Deportivo | 9   | 6 | 2 | 3 | 1 | 9  | 7  | +2 |
| Deportes Tolima  | 7   | 6 | 2 | 1 | 3 | 5  | 6  | -1 |
| Cerro Porteño    | 7   | 6 | 2 | 1 | 3 | 4  | 5  | -1 |

| Equipe       | Pts | J | V | E | D | GP | GC | SG  |
| ------------ | --- | - | - | - | - | -- | -- | --- |
| Toluca       | 12  | 6 | 4 | 0 | 2 | 10 | 6  | +4  |
| Boca Juniors | 10  | 6 | 3 | 1 | 2 | 11 | 5  | +6  |
| Cienciano    | 9   | 6 | 3 | 0 | 3 | 12 | 8  | +4  |
| Bolívar      | 4   | 6 | 1 | 1 | 4 | 5  | 18 | -13 |

### Fase final
| Adversário        | Local | Placar         |
| ----------------- | ----- | -------------- |
| São Paulo         | Fora  | 0–1            |
| São Paulo         | Casa  | 2–0            |
| Defensor Sporting | Fora  | 0–2            |
| Defensor Sporting | Casa  | 2–0 ( 4–2 pen) |
| Santos            | Casa  | 2–0            |
| Santos            | Fora  | 3–1            |

| Adversário       | Local | Placar |
| ---------------- | ----- | ------ |
| Vélez Sarsfield  | Casa  | 3–0    |
| Vélez Sarsfield  | Fora  | 1–3    |
| Libertad         | Casa  | 1–1    |
| Libertad         | Fora  | 2–1    |
| Cúcuta Deportivo | Fora  | 1–3    |
| Cúcuta Deportivo | Casa  | 3–0    |

## Detalhes

### Jogo de ida
Mesmo jogando na casa do adversário, o Grêmio iniciou a partida pressionando o Boca Juniors no campo de ataque e teve chance de abrir o placar aos 12 minutos com uma cabeçada de Teco defendida pelo goleiro Mauricio Caranta. Porém aos 18 minutos a equipe da casa tratou de frear o ímpeto do rival com um gol de Rodrigo Palacio. Juan Román Riquelme cobrou a falta para dentro da área, Martín Palermo chutou cruzado e Palacio, impedido, completou para as redes. A partir de então, o jogo seguiu equilibrado até o fim do primeiro tempo, com o Grêmio perdendo a posse de bola quando chegava próximo a área adversária, e o Boca arriscando subidas ao ataque sem perigo. No segundo tempo o Boca Juniors iniciou pressionando, mas foi o Grêmio quem teve ótima chance para empatar. Carlos Eduardo fez o cruzamento dentro da área e encontrou Tuta em ótima posição, mas a defesa do Boca afastou. As coisas se complicaram mais para o Grêmio quando Sandro Goiano cometeu uma falta violenta sobre Ever Banega aos 57 minutos e acabou expulso. Após boas chegadas do Grêmio, mas uma vez o Boca chegou ao gol após cobrança de falta perfeita de Riquelme aos 73, sem chances para o goleiro Diego Saja. Após o 2 a 0, o Grêmio não conseguiu mais chegar ao ataque e o Boca ainda ampliou o placar. Após dribles desconcertantes sobre os defensores rivais, Riquelme arriscou o chute de fora da área e Saja fez a defesa parcial, mas a bola sobrou para Palacio fazer o cruzamento e contar com o desvio na cabeça de Patricio na própria meta, decretando o placar final de 3 a 0.
| 13 de junho   | Boca Juniors                                     | 3 – 0     | Grêmio | Estádio La Bombonera, Buenos Aires           |
| 21:45 (UTC-3) | Palacio 18' · Riquelme 73' · Patrício 89' (g.c.) | Relatório |        | Público: 50 993 Árbitro: URU Jorge Larrionda |

| Boca Juniors | Grêmio |

| BOCA JUNIORS: |    |                         |     |     |
|               |    |                         |     |     |
| GO            | 1  | Mauricio Caranta        |     |     |
| LD            | 6  | Daniel Díaz             |     |     |
| ZA            | 4  | Hugo Ibarra             | 13' |     |
| ZA            | 3  | Claudio Morel Rodríguez |     |     |
| LE            | 21 | Clemente Rodríguez      |     |     |
| VO            | 8  | Pablo Ledesma           |     |     |
| VO            | 24 | Éver Banega             | 34' | 81' |
| MC            | 19 | Neri Cardozo            | 64' | 55' |
| MC            | 10 | Riquelme                | 53' |     |
| AT            | 14 | Rodrigo Palacio         |     | 82' |
| AT            | 9  | Martín Palermo          |     |     |
| Reservas:     |    |                         |     |     |
| GO            | 25 | Pablo Migliore          |     |     |
| MC            | 5  | Sebastián Battaglia     |     | 81' |
| MC            | 2  | Matías Silvestre        |     |     |
| MC            | 11 | Bruno Marioni           |     |     |
| MC            | 15 | Guillermo Marino        |     |     |
| AT            | 17 | Mauro Boselli           |     |     |
| AT            | 11 | Jesús Dátolo            |     | 67' |
| Treinador:    |    |                         |     |     |
| Miguel Russo  |    |                         |     |     |

| GRÊMIO:      |    |                 |          |     |
|              |    |                 |          |     |
| GO           | 1  | Sebastián Saja  |          |     |
| LD           | 2  | Patrício        |          |     |
| ZA           | 4  | William         |          |     |
| ZA           | 14 | Teco            |          |     |
| LE           | 16 | Lúcio           |          |     |
| VO           | 15 | Sandro Goiano   | 53', 58' |     |
| VO           | 22 | Diego Gavilán   |          |     |
| MC           | 10 | Tcheco          |          | 80' |
| MC           | 7  | Diego Souza     |          |     |
| AT           | 11 | Carlos Eduardo  |          |     |
| AT           | 9  | Tuta            |          | 72' |
| Reservas:    |    |                 |          |     |
| GO           | 12 | Galatto         |          |     |
| LE           | 6  | Bruno Teles     |          |     |
| ZA           | 3  | Rolando Schiavi |          |     |
| VO           | 8  | Lucas Leiva     |          | 72' |
| VO           | 5  | Edmílson        |          |     |
| MC           | 18 | Ramón           |          |     |
| AT           | 20 | Douglas         |          | 80' |
| Treinador:   |    |                 |          |     |
| Mano Menezes |    |                 |          |     |

| Assistentes: Wálter Rial Edgardo Acosta Quarto árbitro: Líber Prudente |

### Jogo de volta
Precisando reverter a desvantagem de três gols sofridos na Argentina, o Grêmio partiu para cima do Boca Juniors no início do jogo, mas sem criar situações claras de gol. Na metade da primeira etapa o Boca equilibrou a partida e nenhuma das equipes conseguia finalizar, sempre sofrendo desarmes. No final dos primeiros 45 minutos o Grêmio voltou a assustar a meta do goleiro Mauricio Caranta com um chute na trave de Diego Souza, desperdiçando a chance de diminuir o placar global. No segundo tempo parecia que o Grêmio partiria para decidir o confronto após cruzamento de Amoroso na área que Rolando Schiavi cabeçeou na trave, e no rebote de Caranta, Diego Souza não chegou a tempo para completar ao gol. Nos minutos seguintes o jogo seguiu parecido com o da primeira etapa, com o Grêmio com mais posse de bola, mas sem criar boas chances para abrir o placar. Como no primeiro jogo da final, Juan Román Riquelme apareceu na hora certa e marcou um bonito gol para a equipe argentina aos 68 minutos, ampliando ainda mais a vantagem do Boca. Atoardo com o gol sofrido, o Grêmio tentou partir para o ataque, mas em um contra-ataque oito minutos após sofrer o primeiro gol, o Boca voltou a marcar após chute de Rodrigo Palacio que Diego Saja defendeu e, no rebote, Riquelme ampliou para os argentinos. O resultado poderia ser ainda pior para a equipe gaúcha se Martín Palermo não tivesse desperdiçado um pênalti no final da partida. O resultado agregado de 5 a 0 decretou o sexto título da Copa Libertadores para o Boca Juniors.
| 20 de junho   | Grêmio | 0 – 2     | Boca Juniors      | Estádio Olímpico, Porto Alegre          |
| 21:45 (UTC-3) |        | Relatório | Riquelme 68', 80' | Público: 43 952 Árbitro: COL Oscar Ruiz |

| Grêmio | Boca Juniors |

| GRÊMIO:      |    |                         |  |     |
|              |    |                         |  |     |
| GO           | 1  | Sebastián Saja          |  |     |
| LD           | 2  | Patrício                |  |     |
| ZA           | 4  | William                 |  |     |
| ZA           | 14 | Teco 35'                |  |     |
| LE           | 16 | Lúcio 88'               |  |     |
| VO           | 8  | Lucas Leiva 70'         |  |     |
| VO           | 22 | Diego Gavilán           |  |     |
| MC           | 7  | Diego Souza 50'         |  |     |
| MC           | 10 | Tcheco                  |  | 46' |
| AT           | 11 | Carlos Eduardo          |  |     |
| AT           | 9  | Tuta                    |  | 70' |
| Reservas:    |    |                         |  |     |
| GO           | 24 | Marcelo Grohe           |  |     |
| ZA           | 3  | Rolando Schiavi 85' 35' |  |     |
| LE           | 6  | Bruno Teles             |  |     |
| VO           | 5  | Edmilson                |  |     |
| MC           | 18 | Ramón                   |  |     |
| MC           | 19 | Everton Costa 70'       |  |     |
| AT           | 21 | Amoroso                 |  |     |
| Treinador:   |    |                         |  |     |
| Mano Menezes |    |                         |  |     |

| BOCA JUNIORS: |    |                         |     |     |
|               |    |                         |     |     |
| GO            | 1  | Mauricio Caranta        |     |     |
| LD            | 6  | Daniel Díaz             |     |     |
| ZA            | 4  | Hugo Ibarra             | 13' |     |
| ZA            | 3  | Claudio Morel Rodríguez |     |     |
| LE            | 21 | Clemente Rodríguez      |     |     |
| VO            | 8  | Pablo Ledesma 74'       |     |     |
| VO            | 24 | Éver Banega             | 82' |     |
| MC            | 19 | Neri Cardozo            | 59' |     |
| MC            | 10 | Riquelme                |     |     |
| AT            | 14 | Rodrigo Palacio         |     | 87' |
| AT            | 9  | Martín Palermo          |     |     |
| Reservas:     |    |                         |     |     |
| GO            | 25 | Pablo Migliore          |     |     |
| MC            | 2  | Matías Silvestre        |     |     |
| AT            | 11 | Jesús Dátolo            |     |     |
| MC            | 16 | Sergio Órteman          |     | 82' |
| MC            | 5  | Sebastián Battaglia     |     | 59' |
| AT            | 17 | Mauro Boselli           |     | 87' |
| MC            | 11 | Bruno Marioni           |     |     |
| Treinador:    |    |                         |     |     |
| Miguel Russo  |    |                         |     |     |

| Assistentes: Juan Carlos Bedoya Jovani Zapata Quarto árbitro: Albert Duarte |